# Елена Гарсія Армада
Елена Гарсіа Армада (нар. 1971, Вальядолід, Іспанія) — іспанська дослідниця, робототехнік, засновниця бізнесу та виробнича інженерка. Очолює групу CSIC у Центрі автоматизації та робототехніки (CAR) CSIC-UPM, що розробив перший біонічний екзоскелет для дітей зі спінальною м’язовою атрофією, за який вона отримала популярну премію European Inventor Award у 2022.

## Молодість і освіта
Елена Гарсіа Армада народилася в Вальядоліді, Іспанія, в 1971 році. У 2002 році вона здобула ступінь доктора робототехніки в Мадридському технічному університеті за роботою «Оптимізація швидкості та стабільності роботи з ногами в природному середовищі». Вона розпочала кар’єру в промислово-орієнтованій робототехніці в Центрі автоматизації та робототехніки (CAR) CSIC-UPM як науковий співробітник. Вона закінчила навчання в Лабораторії Ніг Массачусетського технологічного інституту.

## Даніела
У 2009 році Гарсія познайомилася з Даніелою, шестирічною дівчинкою, яка внаслідок дорожньо-транспортної пригоди страждала тетраплегією. Гарсія вирішила розробити педіатричні роботизовані екзоскелети, які на той час були недоступні в медицині. Мета цих екзоскелетів полягала в тому, щоб забезпечити допомогу при ходьбі, щоб сприяти реабілітації поранених дітей або дітей, які страждають від дегенеративних нервово-м'язових захворювань.

## Кар'єра
Гарсія продовжує працювати в CAR як старший науковий співробітник Центру автоматизації та робототехніки (CSIC-UPM). Вона очолює власну дослідницьку групу зі створення протезів, які мають універсальні штучні м'язи. Метою дослідження є покращення продуктивності роботи з ногами, включно з активною відповідністю взаємодії ноги з землею, розробкою нових приводів, покращенням динамічної стабільності та розробкою та керуванням екзоскелетами нижніх кінцівок для допомоги в пересуванні.
У 2013 році Гарсія стала співзасновницею компанії Marsi Bionics, яка є допоміжною компанією CAR. Вона створює регульовані педіатричні екзоскелети, які включають невеликі двигуни, щоб імітувати рухи м’язів і давати людині можливість ходити.
За свою кар'єру Гарсія опублікувала 80 наукових статей і одну книгу про пересування на ногах. Крім того, Гарсія є членом редакційної ради Міжнародної конференції IEEE з робототехніки та автоматизації.

## Нагороди та відзнаки
У 2020 році Robohub (онлайн-комунікаційна платформа про робототехніку) назвала Гарсію однією з "30 жінок у робототехніці, про яких потрібно знати".У 2021 році отримала нагороду Fermina Orduña Мадридської спільноти за технологічні інновації і відзнаку Почесний промисловий інженер року від Колегії промислових інженерів Мадрида (COIIM).У 2022 році отримала золоту медаль Червоний Хрест, спеціальну згадку в I премії UICM Professional woman Awards та нагороду Business Insiders "Найкращі інсайдери капіталізму 2022".
У червні 2022 року отримала популярну премію European Inventor Award, присуджувану Європейським патентним відомством (EPO), за розробку дитячого екзоскелета.У лютому 2023 року Гарсія відзначена званням Почесного доктора Європейського університету Мігеля де Сервантеса в Вальядоліді.У березні 2023 року отримала Національну премію за дослідження та інновації королеви Летиції від Уряду Іспанії, Міністерства соціальних справ (Іспанія). Спільнота Мадрида нагородила Гарсію премією в області технологій.У липні 2022 року Іспанська федерація жінок виконавчої влади, спеціалістів та управлінців (FEDEPE) нагородила Гарсію премією Жінка-професіонал у галузі лідерства.

## Дослідження та публікації

### Книги
- García Armada, Elena (2022). Los Robots y sus capacidades (ісп.). Los Libros de la Catarata: Madrid : Editorial CSIC Consejo Superior de Investigaciones Científicas. с. 140. ISBN 978-84-1352-394-1.
- García Armada, Elena (2015). Robots (ісп.). Los Libros de la Catarata: Madrid : Editorial CSIC Consejo Superior de Investigaciones Científicas. с. 94. ISBN 978-84-00-09914-5.
- Gonzalez de Santos, Pablo; Garcia, Elena; Estremera, Joaquin (2006). Quadrupedal Locomotion. Springer-Verlag London Limited. с. 277. ISBN 978-1-84628-307-9.

### Наукові статті
- Garcia Armada, E (February 2009). Robots que caminan. Investigación y Ciencia (389): 8—9.
- Garcia, E; González de Santos, P (2001). Soft computing techniques for improving foot trajectories in walking machines. Journal of Robotic Systems. 18: 343—356. doi:10.1002/rob.1028.
- Garcia Armada, E; González de Santos, P; Canudas de Wit, C (2002). Velocity dependence in the cyclic friction arising with gears. The International Journal of Robotics Research. 21 (9): 761—771. doi:10.1177/0278364902021009877.
- Garcia Armada, E; Estremera, J; Gonzalez de Santos, P (2002). A comparative study on stability margins for walking machines. Robotica. 20 (6): 595—606. doi:10.1017/S0263574702004502.
- Garcia Armada, E; Galvez, J.A.; Gonzalez de Santos, P (2003). On finding the relevant dynamics for model based controlling walking robots. Journal of Intelligent and Robotic Systems. 37 (4): 375—398. doi:10.1023/A:1026104815610.
- Garcia Armada, E; González de Santos, P (2004). Mobile Robot Navigation with Complete Coverage of Unstructured Environments. Robotics and Autonomous Systems. 46 (4): 195—204. doi:10.1016/j.robot.2004.02.005.
- Garcia Armada, E; González de Santos, P (2005). An improved energy stability margin for walking machines subject to dynamic effects. Robotica. 23 (1): 13—20. doi:10.1017/S0263574704000487.
- Garcia Armada, E; González de Santos, P (2006). On the Improvement of Walking Performance in Natural Environments by a Compliant Adaptive Gait. IEEE Transactions on Robotics. 22 (6): 1240—1253. doi:10.1109/TRO.2006.884343.
- Garcia Armada, E; Jiménez, M.A.; Gonzalez de Santos, P; Armada, M.A. (2007). The Evolution of Robotics Research from Industrial Robotics to Field and Service Robotics. IEEE Robotics and Automation Magazine. 14 (1): 90—103. doi:10.1109/MRA.2007.339608.
- Garcia Armada, E; González de Santos, P; Matia, F (2008). Dealing with Internal and External Perturbations on Walking Robots. Autonomous Robots. 24 (3): 213—227. doi:10.1007/s10514-007-9079-y.
- Garcia Armada, E; Arevalo, J.C.; Muñoz, G; Gonzalez de Santos, P (2011). Combining series-elastic actuation and magneto-rheological damping for the control of agile locomotion. Robotics and Autonomous Systems. 59 (10): 827—839. doi:10.1016/j.robot.2011.06.006.
- Garcia Armada, E; Arevalo, J.C.; Muñoz, G; Gonzalez de Santos, P (2011). On the Biomimetic Design of Agile-Robot Legs. Sensors. 11 (12): 11305—11334. Bibcode:2011Senso..1111305G. doi:10.3390/s111211305. PMC 3251984. PMID 22247667.
- Garcia Armada, E; González de Santos, P (2013). Modular and versatile platform for the benchmarking of modern actuators for robots. Smart Structures and Systems. 11 (2): 135—161. doi:10.12989/sss.2013.11.2.135.
- Garcia Armada, E; Arevalo, J; Cestari, M; Sanz-Merodio, D (2015). On the technological instantiation of a biomimetic leg concept for agile locomotion. ASME Journal of Mechanisms and Robotics. 7 (3).
- Sanz-Merodio, D; Puyuelo, G; Ganguly, A; Garces, E; Goñi, A; Garcia, E (2020). EXOtrainer Project Clinical Evaluation of Gait Training with Exoskeleton in Children with Spinal Muscular Atrophy. Advances in Robotics Research: From Lab to Market. Springer Tracts in Advanced Robotics. Т. 132. с. 211—227. doi:10.1007/978-3-030-22327-4_10. ISBN 978-3-030-22326-7.